# ۱۰۸۶ (قمری)
۱۰۸۶ (قمری)، هزار و هشتاد و ششمین سال در گاهشماری هجری قمری است. اول محرم این سال برابر با بیست و هشتم مارس سال ۱۶۷۵ میلادی است.